# NGC 141
NGC 141 (również PGC 1918) – galaktyka spiralna (S/P), znajdująca się w gwiazdozbiorze Ryb. Odkrył ją Albert Marth 29 sierpnia 1864 roku. NGC 141 tworzą dwie galaktyki znajdujące się w trakcie kolizji, o czym świadczy zaburzona struktura i podwójne jądro.